# Direkter Schuss

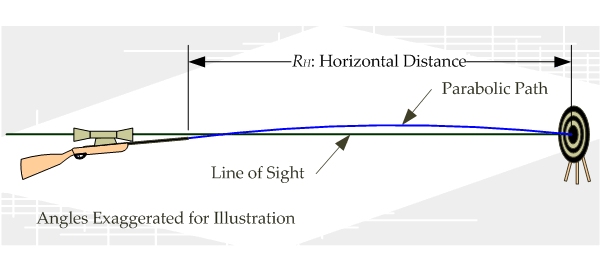
Direkter Schuss: Visierlinie und parabelförmige Flugbahn

Als direkten Schuss oder Visierschuss bezeichnet man einen Schuss mit Schusswaffen, bei dem das Ziel direkt mittels Visierung anvisiert werden kann. Im Gegensatz dazu liegt ein indirekter Schuss (auch Indirektes Feuer bezeichnet) vor, wenn zwar der Standort des Zieles bekannt ist, es aber nicht direkt anvisiert werden kann, sondern die Richtung und die Erhöhung des Rohres berechnet werden muss.

## Beschreibung
Das abgefeuerte Projektil folgt einer annähernd parabelförmigen ballistischen Flugbahn, die über die Visierlinie ansteigt und wieder abfällt. Nachdem ein Projektil das Rohr verlassen hat, unterliegt es dem Luftwiderstand, der das Projektil abbremst, der Erdanziehung, die das Projektil nach unten zieht und anderen Einflüssen. Die Visierlinie stimmt daher wegen der Krümmung der Flugbahn des Projektils nicht mit der Seelenachse des Rohres überein. Die Erhöhung des Rohres über die Visierlinie ist abhängig von der Kampfentfernung und der Rasanz des Projektils. Bei richtiger Erhöhung bzw. eingestellter Visierentfernung schneiden sich die Flugbahn des Geschosses und die Visierlinie im Ziel.
Fast alle Handfeuerwaffen (z. B. Pistole oder Gewehr) und Flachfeuergeschütze (z. B. Panzerabwehrkanone) werden direkt auf das Ziele gerichtet. Auch manche Geschütze, die für das indirekte Richten konzipiert sind, können zumindest im Notfall direkt anvisieren.